# Saritschtschja (Wolodymyr)
Saritschtschja (ukrainisch Заріччя; russisch Заречье/Saretschje, polnisch Zarzecze) ist ein Dorf in der Westukraine in der Oblast Wolyn, Rajon Wolodymyr etwa 2 Kilometer südwestlich der Rajonshauptstadt Wolodymyr und 72 Kilometer westlich der Oblasthauptstadt Luzk am Flüsschen Luha gelegen.
Am 12. Juni 2020 wurde das Dorf ein Teil neu gegründeten Stadtgemeinde Wolodymyr; bis dahin war es seit dem 26. Juni 2017 das Zentrum der neugegründeten Landgemeinde Saritschtschja (Зарічанська сільська громада/Saritschanska silska hromada). Zu dieser zählen auch noch die 7 Dörfer Dihtiw (Дігтів), Fedoriwka (Федорівка), Laskiw (Ласків), Nowosilky (Новосілки), Orani (Орані), Suchodoly (Суходоли) und Woschtschatyn (Вощатин), vorher bildete das Dorf zusammen mit den Dörfern Dihtiw, Fedoriwka, Nowosilky, Orani und Suchodoly die gleichnamige Landratsgemeinde im Zentrum des Rajons.

## Geschichte
Der Ort entstand als Vorort von Wolodymyr im Russischen Reich nach 1795 und lag bis zum Ende des Ersten Weltkriegs im Gouvernement Wolhynien.
Nach dem Ersten Weltkrieg kam der Ort zu Polen (in die Woiwodschaft Wolhynien, Powiat Włodzimierz, Gmina Werba), im Zweiten Weltkrieg wurde er zwischen 1939 und 1941 von der Sowjetunion besetzt. Nach dem Überfall auf die Sowjetunion im Juni 1941 wurde er dann bis 1944 von Deutschland besetzt, dies gliederte den Ort in das Reichskommissariat Ukraine in den Generalbezirk Brest-Litowsk/Wolhynien-Podolien, Kreisgebiet Wladimir Wolynsk.
Nach dem Krieg wurde der Ort der Sowjetunion zugeschlagen. Dort kam das Dorf zur Ukrainischen SSR und seit 1991 ist es ein Teil der heutigen Ukraine.

## Söhne und Töchter der Ortschaft
- Mykola Rokyzkyj (1901–1944), Maler